# Andreas Bagordo
Andreas Bagordo (* 14. Mai 1971 in Rom) ist ein italienischer Klassischer Philologe.

## Leben
Im Juli 1990 legte Bagordo das Diploma di Maturità Classica am Liceo Ginnasio Statale E.Q. Visconti in Rom ab und studierte von 1990 bis 1994 Klassische Philologie und Indogermanistik an der Universität La Sapienza in Rom. Von März bis April 1992 hielt er sich als Mitarbeiter am Lessico Etimologico Italiano an der Universität des Saarlandes auf. Am 22. Juli 1994 wurde er in Rom bei Luigi Enrico Rossi und Roberto Nicolai mit seiner Dissertation I trattati antichi sul dramma zum Dottore in Lettere promoviert und leistete anschließend Zivildienst in der Villa Doria Pamphilj in Rom. Im August und September 1995 arbeitete er erneut am Lessico Etimologico Italiano in Saarbrücken und ging anschließend an die Universität Göttingen, wo er bei Ulrich Schindel eine weitere Dissertation verfasste. Mit der Arbeit Beobachtungen zur Sprache des Terenz wurde er am 14. Juli 1998 zum Dr. phil. promoviert.
Mit einem Habilitationsstipendium der Deutschen Forschungsgemeinschaft ging Bagordo 1999 an die Universität Freiburg, wo er zum 1. September 1999 eine Assistentenstelle erhielt. Am 20. Dezember 2001 habilitierte er sich in Freiburg und blieb dort wissenschaftlicher Assistent, bis er zum 1. Mai 2003 zum Hochschuldozenten ernannt wurde. Vom Sommersemester 2004 bis zum Wintersemester 2004/2005 vertrat Bagordo den Lehrstuhl für Latinistik an der Universität Düsseldorf.
2005 wurde Bagordo an der Universität Freiburg zum außerordentlichen Professor ernannt. Im Sommersemester 2006 vertrat er den gräzistischen Lehrstuhl an der Universität Bern, vom Wintersemester 2006/2007 bis zum Wintersemester 2007/2008 den Lehrstuhl für Latinistik an der Universität Greifswald, vom Sommersemester 2008 bis zum Sommersemester 2009 den Lehrstuhl für Klassische Philologie (Latinistik) in Freiburg.
Bagordos Forschungsarbeit umfasst weite Bereiche der antiken Dichtung, darunter das griechische Epos, archaische Lyrik und hellenistische Dichtung. Ein besonderer Schwerpunkt ist das antike Drama. Außer seinen Qualifikationsschriften zur antiken Dramentheorie, zur Sprache des Terenz und zu den Einflüssen der archaischen Lyrik auf das attische Drama beteiligt er sich an Bernhard Zimmermanns Unternehmen, die fragmentarisch erhaltenen griechischen Komödiendichter mit Übersetzung und Kommentar herauszugeben (Fragmenta comica). Seit 2011 ist er wissenschaftlicher Mitarbeiter an der Forschungsstelle der Heidelberger Akademie der Wissenschaften ‘Kommentierung der Fragmente der griechischen Komödie’ am Seminar für Klassische Philologie der Universität Freiburg.
Darüber befasst sich Bagordo mit der Philologie, Literaturkritik und Poetik der Antike, mit der römischen Satire, mit Textkritik, Stilistik und indogermanischer Sprachwissenschaft.

## Schriften (Auswahl)
- Die antiken Traktate über das Drama. Mit einer Sammlung der Fragmente. Stuttgart/Leipzig 1998 (Beiträge zur Altertumskunde 111; Dissertation, Universität La Sapienza)
- Beobachtungen zur Sprache des Terenz. Mit besonderer Berücksichtigung der umgangssprachlichen Elemente. Göttingen 2001 (Hypomnemata 132; Dissertation, Universität Göttingen)
- Reminiszenzen früher Lyrik bei den attischen Tragikern. Beiträge zur Anspielungstechnik und poetischen Tradition (= Zetemata 118). C. H. Beck, München 2003, ISBN 3-406-51743-9 (Habilitationsschrift, Universität Freiburg)
- Sappho, Gedichte. Griechisch und deutsch. Düsseldorf 2009 (Sammlung Tusculum)
- Telekleides. Einleitung, Übersetzung, Kommentar. Mainz 2013 (Fragmenta comica 4)
- Alkimenes – Kantharos. Einleitung, Übersetzung, Kommentar. Heidelberg 2014 (Fragmenta comica 1,1)
- Leukon – Xenophilos. Einleitung, Übersetzung, Kommentar. Heidelberg 2014 (Fragmenta comica 1,2)

Herausgeberschaft
- mit Bernhard Zimmermann: Bakchylides, 100 Jahre nach seiner Wiederentdeckung(= Zetemata 106). C. H. Beck, München 2000